# Izoljacija

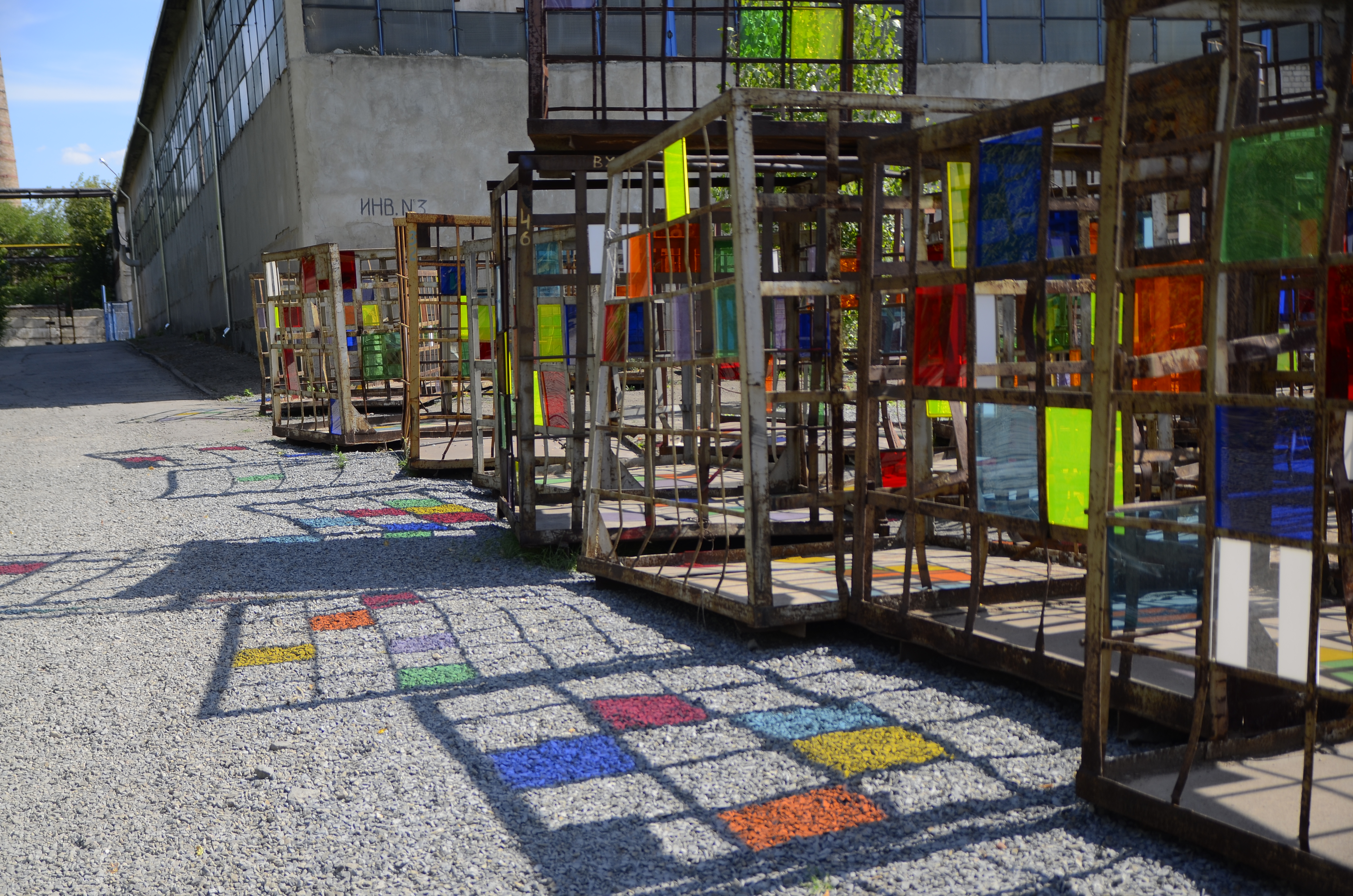
Izoljacija

Izoljacija (in ucraino Ізоляція?; lett. "isolamento") è una prigione a Donec'k, in Ucraina, creata dopo la cattura della città da parte dei secessionisti russi nel 2014.
La prigione è stata istituita dopo che rappresentanti della Repubblica Popolare di Doneck o RPD hanno sequestrato il sito dell'Izoljacija Arts Foundation e lo ha convertito in un sito chiuso del Ministero della Sicurezza dello Stato del RPD. L'Izolyatsia funziona come una struttura di addestramento per i combattenti della RPD, nonché un deposito per automobili, tecnologia militare e armi. La prigione ha uno status segreto poiché i detenuti vengono condannati da tribunali illegali della RPD senza un'indagine adeguata. Ci sono numerosi casi noti in cui i detenuti di Izoljacija hanno confessato solo dopo essere stati torturati.

## Storia
L'edificio è stato costruito nel 1955 come fabbrica per la lavorazione del cotone minerale grezzo e successivamente è stato adattato per produrre lastre di cotone minerale cucito, cotone idrofilo, fibra basaltica, cartone basaltico, accoppiamenti basaltici e lastre su base basaltica. La fabbrica ha chiuso nel 1990. Dal 2010 al 2014 la Fondazione Izoljacija, incentrata sulle arti creative, ha occupato il sito.

## Cattura del sito della Fondazione Izoljacija
Il 9 giugno 2014, rappresentanti armati della RPD hanno catturato il sito della Fondazione Izoljacija. Secondo Roman Ljagin, che ha partecipato alla cattura, i locali erano necessari per immagazzinare gli aiuti umanitari dalla Federazione Russa. Secondo Leonid Baranov, che all'epoca era il ministro per la sicurezza della RPD, il sito di Izoljacija fu catturato per ragioni ideologiche: si pensava che i valori della Fondazione avrebbero danneggiato la RPD. Ljubov' Michajlova, fondatrice di Izoljacija, afferma che le infrastrutture hanno avuto un ruolo in quanto il sito è sviluppato su un terreno di 7,5 ettari.

## Condizioni
Secondo la testimonianza degli ex detenuti, gli uffici e gli scantinati dell'ex fabbrica sono stati trasformati in celle di prigione con taniche da 5 litri per i servizi igienici. Diversi edifici amministrativi sono stati utilizzati dal personale di Izoljacija come camere di tortura.
Ex detenuti hanno notato che gli edifici di Izoljacija non sono attrezzati per essere usati come prigione e che le sue condizioni sono più simili a quelle di un campo di concentramento. I prigionieri sono costretti a lavorare per le guardie che ricorrono regolarmente alla violenza fisica e sono privati di cibo, acqua e cure mediche.
Nel periodo dal 2014 al 2016 sono stati detenuti contemporaneamente fino a 100 detenuti. Nel 2017 non c'erano ancora i servizi igienici nelle celle situate sopra gli scantinati, quindi i prigionieri sono stati trasferiti in un edificio separato in modo che potessero usare i bagni due volte al giorno. I detenuti possono essere privati del diritto di usare il bagno. Nel luglio 2017, su iniziativa di uno dei detenuti, sono state effettuate riparazioni nelle celle, sono stati installati servizi igienici e lavandini. Tuttavia, in molti edifici le condizioni non sono cambiate.
Secondo un rapporto dell'Ufficio dell'Alto Commissario delle Nazioni Unite per i diritti umani per il periodo dal 16 novembre 2019 al 15 febbraio 2020, i detenuti in isolamento sono stati sottoposti a tortura, comprese scosse elettriche, finte esecuzioni e violenza sessuale. Secondo il rapporto, qui sono stati interrogati rappresentanti del ministero della Sicurezza dello Stato della RPD.